# Fuga nella palude
Fuga nella palude (Shark River) è un film del 1953 diretto da John Rawlins.
È un film d'avventura statunitense con Steve Cochran, Carole Mathews e Warren Stevens. È ambientato in Florida nel 1869.

## Produzione
Il film fu diretto e prodotto da John Rawlins su una sceneggiatura di Louis Lantz (Al tempo della distribuzione accreditato come Joseph Carpenter) e Lewis Meltzer e un soggetto dello stesso Rawlins, tramite la John Rawlins Productions e girato a Naples e nelle Everglades, in Florida, dal 15 aprile all'inizio di maggio 1953. Durante le riprese utilizzate anche diverse comparse indiane di etnia Seminole.

## Distribuzione
Il film fu distribuito con il titolo Shark River negli Stati Uniti dal 13 novembre 1953 al cinema dalla United Artists.
Altre distribuzioni:
- in Germania Ovest il 4 giugno 1954 (Flucht vor dem Gesetz)
- in Finlandia l'11 giugno 1954 (Vihreä virta)
- in Svezia il 13 agosto 1954 (Flykten till Kuba)
- in Austria nel marzo del 1956 (Flucht vor dem Gesetz)
- in Turchia nell'aprile del 1956 (Ölüm batakligi)
- in Italia (Fuga nella palude)
- in Belgio (Marais maudits)
- in Brasile (Pântano Sinistro)
- in Belgio (Vervloekte moerassen)

## Promozione
Le tagline sono:
- THRILL-AFTER-THRILL!
- THEY EAT 'EM ALIVE IN Shark River
- NO WHITE MAN EVER CROSSED IT! NO RED MAN EVER VENTURED BEYOND IT!